# Уггербю-О
У́ггербю-О (дат. Uggerby Å) — река в Дании, в регионе Северная Ютландия. Площадь водосборного бассейна — 357 км², по другим данным — 363 км². Длина реки — 51,6 км.
Начинается на западном склоне цепочки холмов Юске-Ос. В верховьях течёт на север. Восточнее города Йёрринг поворачивает на северо-восток, протекает через города Сённерсков и Синдаль. У Мосбьерга поворачивает на северо-запад, протекает через Бинслев и у города Уггербю, в самых низовьях, направляется на северо-восток. Впадает в залив Таннис-Бугт пролива Скагеррак.
Средняя высота водосбора — 34,5 м над уровнем моря, максимальная достигает 108 м. Большая его часть занята пахотными землями, меньшая — вечнозелёными лесами и пастбищами. Почвы песчаные.
Среднегодовая температура в бассейне реки составляет около 8 °C. Самый тёплый месяц — август (средняя температура 17 °C), самый холодный — январь (средняя температура 0,5 °C). По данным измерений 2002—2015 годов за год выпадает в среднем 933 мм осадков, равномерно распределённых в течение года. Средний модуль стока воды между Синдалем и Мосбьергом — 12,2 л/(с⋅км²).